# Power of Peace
 (novembre 2017).
Si vous disposez d'ouvrages ou d'articles de référence ou si vous connaissez des sites web de qualité traitant du thème abordé ici, merci de compléter l'article en donnant les références utiles à sa vérifiabilité et en les liant à la section « Notes et références ».
Power of Peace est le titre de l'album réalisé conjointement entre le guitariste Carlos Santana, Cindy Blackman Santana et le groupe  The Isley Brothers, sorti en 2017. Il s'agit d'un vieux rêve du guitariste d'unir à la fois Carlos Santana et les Isley Brothers sur un même album, sur lequel on retrouve des reprises de Stevie Wonder, Billie Holiday, Curtis Mayfield, Willie Dixon, Hal David et Burt Bacharach ainsi que de Marvin Gaye.

## Liste des titres
- 1 Are You Ready - Julius Chambers - 3:26
- 2 Total Destruction To Your Mid - Jerry Williams Jr. - 4:24
- 3 Higher Ground - Stevie Wonder - 5:13
- 4 God Bless The Child - Billie Holiday/Arthur Herzog Jr. 7:10
- 5 I Remember - Cindy Blackman Santana - 5:34
- 6 Body Talk - Frank Edward Wilson/Kathy Wakefield - 5:22
- 7 Gypsy Woman - Curtis Mayfield - 7:03
- 8 I Just Want To Make Love To You - Willie Dixon - 4:04
- 9 Love, Peace, Happiness - Lester Chambers/Joseph Lamar Chambers/Willie Mack Chambers/George E. Chambers - 3:13
- 10 What The World Needs Now Is Love Sweet Love - Burt Bacharach/Hal David - 5:29
- 11 Mercy Mercy Me (The Ecology) - Marvin Gaye - 4:03
- 12 Let The Rain Fall On Me - Aaron Bell/Houston Person - 6:27
- 13 Let There Be Peace On Earth - Jill Jackson Miller/Sy Miller - 4:37

## Personnel
- Selon le livret inclut avec l'album ;
- Ronald Isley : Chant
- Carlos Santana : Guitares solo et rythmique, percussions, chœurs
- Ernie Isley : Guitares solo et rythmique, chœurs sur God Bless The Child
- Tommy Anthony : Guitare rythmique
- Jim Reitzel : Guitare rythmique additionnelle, claviers, basse
- Benny Rietveld : Basse
- Cindy Blackman Santana : Chant sur I Remember, chœurs sur God Bless The Child, batterie
- Greg Phillinganes : Claviers, chœurs sur Gypsy Woman
- David K Matthews : Claviers additionnels, orgue Hammond B3
- Karl Perazzo : Percussions
- Kandy Isley : Chœurs sur God Bless The Child, Body Talk et Gypsy Woman
- Tracy Isley : Chœurs sur God Bless The Child
- Kimberley Johnson : Chœurs sur  Body Talk
- Eddy Levert : Chœurs sur  Gypsy Woman
- Charles Boomer/Cornell Carter : Chant sur Love, Peace, Hapiness
- Andy Vargas : Rap sur Higher Ground
- Alexandra Griffith Alias Sandy Griffith/Danesha Simon/Charles Boomer/Cornell Carter/Maranatha Pryor : Chœurs

## Production
- Production/Arrangements : Carlos Santana
- Higher Ground : Produit et arrangé par Carlos Santana/Cindy Blackman Santana
- Producteur exécutif : Carlos Santana
- Ingénieurs : Jim Reitzel/Josh Connolly
- Mixing : Carlos Santana/Jim Reitzel
- I Remember, Total Destruction To Your Mid & Let The Rain Fall On Me : Mixés par Josh Connolly
- Studios : Audio Mix Studios/The Hideout, Las Vegas, Tarpan Studios San Rafael
- Mastering : Jim Reitzel